# Encyocrypta kwakwa
Encyocrypta kwakwa is een spinnensoort uit de familie Barychelidae. De soort komt voor in Nieuw-Caledonië.